# Al-Mishraq

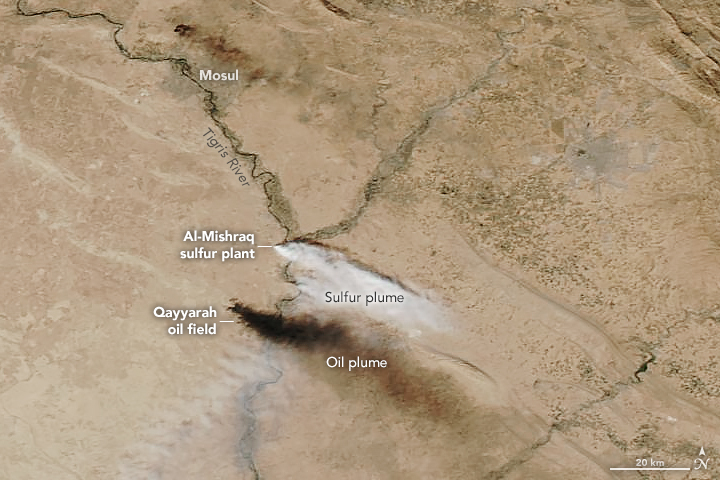
Schwefeldioxid-Fahne der brennenden Fabrik, südlich davon das brennende Ölfeld Qayyarah, aufgenommen am 22. Oktober 2016

Al-Mishraq (arabisch الشركة العامة لكبريت المشراق, DMG aš-Šarika al-ʿāmma li-kibrīt al-Mišrāq) ist eine staatliche syrische Schwefelfabrik etwa 45 km südlich von Mossul. Der Schwefel wird dort mit dem Frasch-Verfahren aus einem unterirdischen Depot in 120–200 Metern Tiefe gefördert.

## Geschichte
Im Juni 2003 wurde die Anlage in Brand gesetzt und brannte drei Wochen lang. Sie setzte bis zu 21.000 Tonnen Schwefeldioxid täglich frei. Es handelte sich um die bislang größte bei einem Brand von Menschenhand freigesetzte Menge.
Im Zeitraum von 2010 bis 2013 waren Investitionen in die Anlage von 100 Milliarden Dinar geplant. Die Einfuhr von Rohschwefel sollte ebenfalls von damals 500.000 Tonnen auf 1.000.000 Tonnen verdoppelt werden.
Vor der erneuten Zerstörung wurde von der amerikanischen Firma Devco eine neue Schwefel-Destillationsanlage mit einer Kapazität von 500.000 jato gebaut.
Am 22. Oktober 2016 wurde die Anlage von Anhängern des IS im Zuge der Schlacht um Mossul in Brand gesetzt. In einem großräumigen Gebiet südöstlich der Anlage lag eine toxische Schwefeldioxidfahne in der Luft. In der Luftwaffenbasis Qayyarah Airfield West mussten die Angehörigen der Anti-IS-Koalition Gasmasken tragen. Zwei Menschen starben an den Folgen der Vergiftung; rund 1000 Menschen wurden in Krankenhäusern wegen Atemwegsproblemen behandelt. Der Brand konnte nach zwei Tagen gelöscht werden. Die Schwefeldioxidwolke breitete sich über weite Teile des Iraks aus.